# Naomi Campbell
Naomi Elaine Campbell (Streatham, 22 maggio 1970) è una supermodella, attrice e cantante britannica.
Soprannominata La Venere Nera, è stata inserita dalla rivista People tra le 50 donne più belle del mondo. Ha un patrimonio di 60 milioni di dollari.

## Biografia
Naomi Campbell è nata a Streatham, un quartiere a sud di Londra, dalla diciottenne Valerie Morris, una ballerina di origini giamaicane; per volere della madre, Naomi non ha mai incontrato suo padre, che ha abbandonato Valerie quando era incinta di quattro mesi, ed è rimasta senza cognome sul certificato di nascita, acquisendo poi il cognome Campbell dal secondo marito di sua madre. Ha un fratellastro, Pierre, nato nel 1985. La Campbell è di ascendenza afro-giamaicana, così come sino-giamaicane attraverso la nonna materna, il cui cognome era Ming.
Naomi ha trascorso i suoi primi anni di vita a Roma, dove sua madre ha lavorato come ballerina di danza moderna. Al ritorno a Londra, ha vissuto con parenti mentre sua madre viaggiava in Europa con la compagnia di ballo "Fantastica". Dall'età di tre anni, ha frequentato la "The Barbara Speake Stage School", e a dieci è stata ammessa all'accademia d'arte drammatica "Italia Conti Academy of Theatre Arts", dove ha studiato danza classica. Ha frequentato anche la "Dunraven School".
Impegnata nel sociale, dà un contributo alla lotta contro la povertà in Africa, mentre nel 2005 partecipò agli aiuti per i sopravvissuti dell'uragano Katrina; insieme a Iman e Bethann Hardison è portavoce della campagna "Diversity Coalition", che denuncia le case di moda che in qualche modo penalizzano le modelle nere. È la proprietaria di Goldeneye, la tenuta giamaicana in cui Ian Fleming scrisse i libri di James Bond.
Per aver intrapreso e sostenuto con continuità una campagna contro il razzismo nella moda, il 21 marzo 2023, nella “Giornata Mondiale contro il Razzismo” in Roma, presso la sede Rappresentanza Italiana della Commissione europea le è stato conferito il Premio la Moda Veste la Pace di African Fashion Gate APS il cui presidente onorario è Makaziwe Mandela, figlia del Premio Nobel per la Pace Nelson Mandela.

## Carriera

### Modella

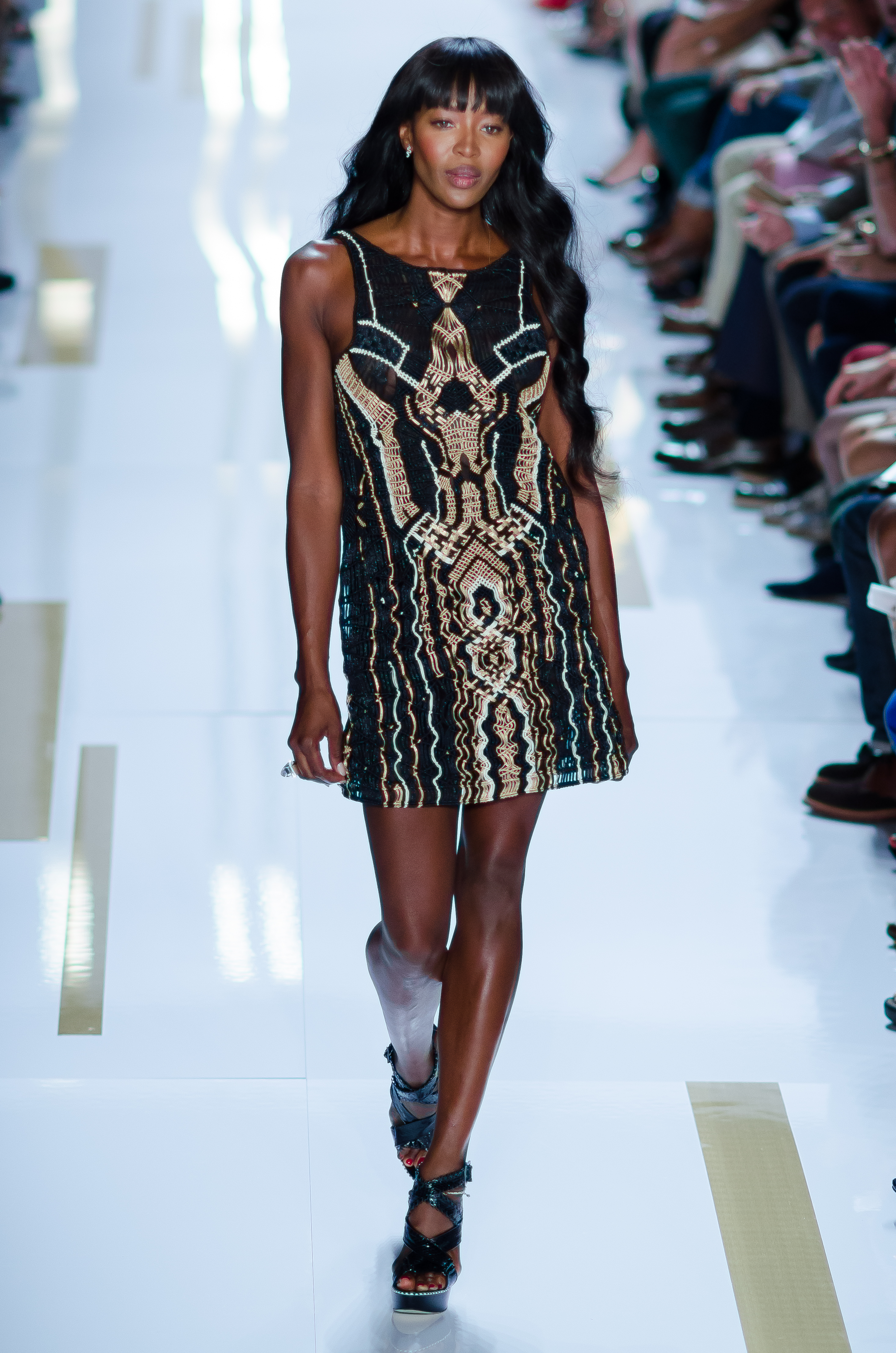
Naomi Campbell in passerella per Diane von Fürstenberg primavera/estate 2014

Nell'aprile 1986 Naomi appare sulla copertina di Elle e, sempre nello stesso anno, è tra le modelle che posano per Terence Donovan per il calendario Pirelli 1987. Nell'agosto 1988 è la prima donna di colore ad apparire sulla copertina di Vogue (prima in Francia e successivamente in Inghilterra) e di Time Magazine.
È stata testimonial nelle campagne pubblicitarie di molte case di moda tra le quali: Fendi, Prada, Ralph Lauren, Alessandro Dell'Acqua, Burberry, Valentino, Versace, Roberto Cavalli, Yves Saint Laurent, Dolce & Gabbana, Louis Vuitton, Dsquared², Chloé, Emanuel Ungaro, Guess?, Iceberg, Escada, Yohji Yamamoto, Lee, Pinko e della casa cosmetica Pupa Milano.
Nella sua carriera ha sfilato per tutte le più grandi case di moda al mondo come: Versace, Valentino, Givenchy, Anna Sui, Louis Vuitton, Dolce & Gabbana, Gianfranco Ferré, Chanel, Fendi, Prada, Roberto Cavalli, Christian Dior, Hermès, Blumarine, Tommy Hilfiger, Yves Saint Laurent, Jean-Paul Gaultier, Marc Jacobs, John Galliano, Dsquared², Vivienne Westwood, Rocco Barocco, Ralph Lauren, Oscar de la Renta, Zac Posen e moltissime altre.
Ha posato senza veli per la rivista Playboy, ed ha partecipato al noto libro fotografico di Madonna Sex. Nel 1996, 1997, 1998, 2000, 2002, 2003 e 2005 ha partecipato all'annuale sfilata di Victoria's Secret.
Nel 2009 è diventata il nuovo volto di Dsquared² insieme alla collega Linda Evangelista. Nello stesso anno è testimonial, insieme a Claudia Schiffer ed Eva Herzigová, di Anthology Fragrance, prima collezione di profumi di Dolce & Gabbana.
Nel 2013 partecipa al talent show The Face, accanto a Karolína Kurková e Coco Rocha nel format americano, e Caroline Winberg ed Erin O'Connor in quello britannico, dove, in competizione tra di loro, hanno il compito di trovare la supermodel del futuro.
Nel 2015 torna a sfilare a Parigi per Givenchy e viene scelta come testimonial primavera/estate di Burberry, accanto alla modella Jourdan Dunn, e in quella autunno/inverno di La Perla. Nel mese di ottobre appare sulla copertina di Vogue Brazil accanto alla modella Mariacarla Boscono e al direttore creativo di Givenchy Riccardo Tisci. Nel 2016 la casa editrice Taschen le dedica un libro in due volumi dal titolo L'arte della bellezza. L'ascesa di Naomi Campbell all'Olimpo delle celebrità, tra i grandi della moda e della fotografia, in cui si ripercorrono i suoi trent'anni di carriera. Il libro, a cura di Josh Baker, ha un costo di 2000 euro.
Il 22 settembre 2017 è tornata eccezionalmente in passerella alla settimana della moda di Milano per rendere omaggio a Gianni Versace nel ventennale della sua scomparsa, insieme alle colleghe Carla Bruni, Claudia Schiffer, Cindy Crawford e Helena Christensen. Nel 2018 appare per la quarta volta sul Calendario Pirelli, dopo le edizioni del 1987, 1995 e 2005, fotografata da Tim Walker e ispirato alla fiaba Alice nel paese delle meraviglie. Il 4 giugno 2018 ha ricevuto il Fashion Icon Award, premio assegnato dall'associazione Council of Fashion Designers of America alle personalità del mondo della moda che si sono distinte nell'arco dell'anno.

### Attrice

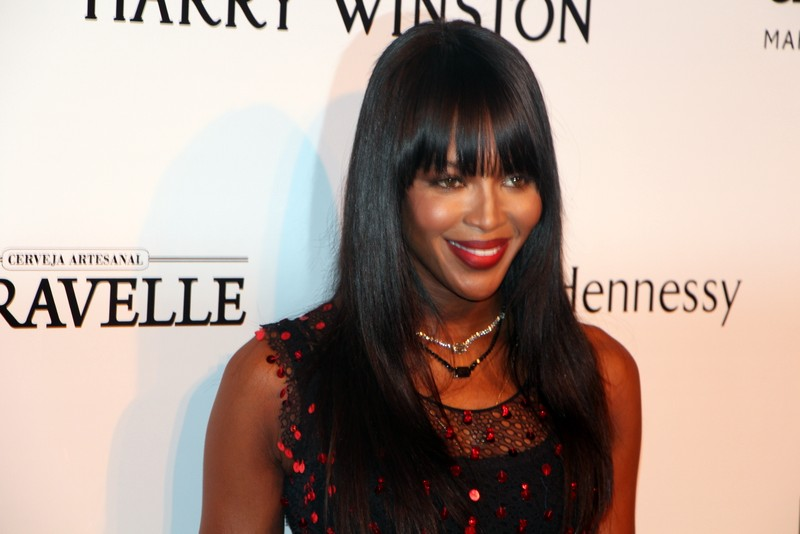
Naomi Campbell nel 2015

Naomi debutta come attrice in televisione. Nel 1988 appare infatti in tre episodi della famosa serie I Robinson. Successivamente partecipa anche ad un episodio della serie Willy, il principe di Bel-Air, accanto a Will Smith.
Il debutto nel cinema avviene nel 1991, con il film Cool as Ice. Successivamente Naomi interpreta altri film, venendo diretta anche da Spike Lee, in Girl 6 - Sesso in linea (1996). Nel 1997 fa un piccolo cameo nel film Hollywood brucia. L'unico ruolo da protagonista è in Testimone scomoda (1999). Nel 2003 ha preso parte ad un episodio della serie d'azione Fastlane, al fianco di Tiffany Thiessen e Peter Facinelli. Nel 2006 interpreta il cortometraggio della Pirelli The Call, diretto da Antoine Fuqua per il web.
Nel 2015 viene scelta nel cast della quinta stagione della serie horror antologica American Horror Story, al fianco di Lady Gaga. Nello stesso anno compare anche nella serie televisiva Empire. Dal 2017 entra nel cast ricorrente della serie televisiva Star.

### Cantante
Naomi esordì nel 1978, all'età di otto anni, in un videoclip di Is This Love, di Bob Marley. Successivamente partecipò a videoclip per cantanti come Michael Jackson, Madonna, Notorious B.I.G., George Michael, Puff Daddy e Macy Gray.
Debutta come cantante nel 1992 con il singolo Cool As Ice tratto dall omonimo film dello stesso anno in collaborazione con il rapper Vanilla Ice. Nel 1995 il vero debutto da solista con il singolo Love and Tears, contenuto nell'album Baby Woman, che vendette 1 milione di copie nel mondo. L'album però non fu molto gradito dalla critica, e nel Regno Unito si posizionò soltanto al settantacinquesimo posto nelle classifiche. Baby Woman è stato però un successo in Giappone, dove in collaborazione con Toshinobu Kubota, La La La Love Song, il secondo singolo di Baby Woman, è diventato una delle theme song di Long Vacation, un famoso Dorama giapponese del 1996, diventando presto il successo nº 1 in Giappone, con il singolo che ha venduto circa 1 856 000 copie.

## Vita privata

### Relazioni personali

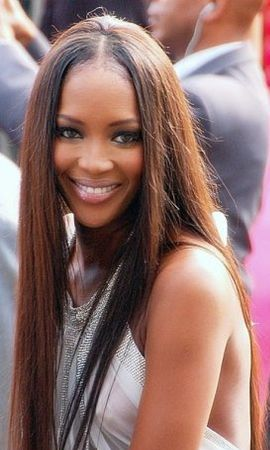
Naomi Campbell al Festival di Cannes 2008

Naomi Campbell, che come già detto non ha mai conosciuto il suo padre biologico, riconosce nei produttori discografici Quincy Jones e Chris Blackwell due figure paterne. L'ex presidente sudafricano Nelson Mandela la nominò "nipote ad honorem". La modella conobbe Mandela nel novembre 1994, quando il Congresso Nazionale Africano la invitò a recarsi in Sudafrica per incontrare il loro leader. In precedenza aveva donato il ricavato da un servizio fotografico in Tanzania per l'ANC. Nel corso degli anni, Campbell ha prestato sostegno a molte delle campagne politiche e cause umanitarie di Mandela.
Nel 1993 ebbe una relazione con il bassista degli U2 Adam Clayton: i due si incontrarono nel febbraio dello stesso anno, dopo che, quando a Clayton venne chiesto in un'intervista se c'era qualcosa che desiderasse , lui rispose: "Un appuntamento con Naomi Campbell". I due si sono separati l'anno successivo. Nel 1998 ebbe inizio una relazione con l'allora team principal della Formula 1 Flavio Briatore; i due furono coinvolti in un rapporto altalenante fino alla loro separazione, avvenuta nel 2003. Naomi ritiene ora Briatore suo "tutore".
Il 18 maggio 2021 ha annunciato di essere diventata madre di una bambina all'età di 51 anni. Due anni più tardi, il 30 giugno 2023, annuncia di essere diventata mamma per la seconda volta a 53 anni.

### Cura di riabilitazione
Nel 1999 Naomi Campbell è entrata in un programma di riabilitazione dopo anni di dipendenza dalla cocaina e dall'alcol. A proposito del fatto di aver assunto droga di sua iniziativa nel 1994, la Campbell dichiarò nel 2005: "Mi stavo divertendo. Vivevo questa vita viaggiando per il mondo e avendo persone che mi davano qualsiasi cosa. Ma la droga è molto brutta". Nel 2002 ha denunciato il Daily Mirror, dopo che il giornale ha pubblicato un rapporto della sua tossicodipendenza, compresa una fotografia di lei che lasciava una riunione della Narcotici Anonimi. L'Alta Corte ha ordinato £ 3.500 in danni dal Daily Mirror. Nello stesso anno la sentenza è stata ribaltata dalla Corte d'appello, che ha ordinato alla Campbell di pagare £ 350.000 di spese legali del giornale, ma nel 2004 la Camera dei lord ha ripristinato la sentenza dei danni dell'Alta corte.

## Agenzie
- DNA Models – New York
- Models 1 - London
- Women Management_Milan
- ZZO - Paris

## Filmografia

### Cinema
- Cool as Ice, regia di David Kellogg (1991)
- La notte che non c'incontrammo (The Night We Never Met), regia di Warren Leigh (1993)
- Sbottonate (Unzipped); Documentario, regia di Douglas Keeve (1995)
- Promesse e compromessi (Miami Rhapsody), regia di David Frankel (1995)
- A Wong Foo, grazie di tutto! Julie Newmar (To Wong Foo, Thanks for Everything! Julie Newmar), regia di Beeban Kidron (1995)
- Girl 6 - Sesso in linea (Girl 6), regia di Spike Lee (1996)
- Violenza privata (Invasion of Privacy), regia di Anthony Hickox (1996)
- Hollywood brucia (An Alan Smithee Film: Burn Hollywood Burn), regia di Arthur Hiller (1998)
- Trippin', regia di David Raynr (1999)
- Testimone scomoda (Prisoner of Love), regia di Steve DiMarco (1999)
- Ali G (Ali G Indahouse), regia di Mark Mylod (2002)
- Fat Slags, regia di Ed Bye (2004)
- The Call, regia di Antoine Fuqua – cortometraggio (2006)
- Zoolander 2, regia di Ben Stiller (2016)
- Come ti divento bella! (I Feel Pretty), regia di Abby Kohn e Marc Silverstein (2018)

### Televisione
- I Robinson (The Cosby Show) – serie TV, episodi 5x06-5x07 (1988)
- Willy, il principe di Bel-Air (The Fresh Prince of Bel-Air) – serie TV, episodio 1x10 (1990)
- New York Undercover – serie TV, 6 episodi (1995)
- Ugly Betty – serie TV, episodio 2x18 (2008)
- Empire – serie TV, 8 episodi (2015-2016)
- American Horror Story – serie TV, episodi 5x02-5x03 (2015)
- Star – serie TV, 5 episodi (2017–2019)

### Videoclip
- Is This Love di Bob Marley e The Wailers (1978)
- I'll Tumble 4 Ya dei Culture Club (1983)
- Freedom! '90 di George Michael (1990)
- In the Closet di Michael Jackson (1992)
- Erotica di Madonna (1992)
- Numb degli U2 (1993)
- Change Clothes di Jay-Z feat. Pharrell (2003)
- Girl Panic! dei Duran Duran (2011)
- Drone Bomb Me di Anohni (2016)
- Brown Skin Girl di Beyoncé (2019)

## Discografia

### Album in studio
- 1995 – Babywoman

#### Collaborazioni
- 1995 – Heaven's Girl – (Quincy Jones feat. R. Kelly, Ronald Isley, Aaron Hall, Charli Wilson e Naomi Campbell)
- 1996 – LA•LA•LA Love Song (Toshinobu Kubota e Naomi Campbell)
- 2015 – Nothing But A Number (Empire Cast feat. Yazz e Naomi Campbell)
- 2025 – Every Girl You've Ever Loved (Miley Cyrus feat. Naomi Campbell)

## Doppiatrici italiane
Nelle versioni in italiano dei suoi film, Naomi Campbell è stata doppiata da:
- Francesca Fiorentini in Empire, American Horror Story
- Giuppy Izzo in Violenza privata, New York Undercover, Star
- Tiziana Avarista in Promesse e compromessi
- Laura Boccanera in Come ti divento bella!

## Nella cultura di massa
- Naomi Campbell appare in versione "papera" nella storia Disney Paperino e la iella in passerella, pubblicata nel 1996 e in cui viene chiamata "Maoni Soupbell"[24].

- Un altro personaggio con le fattezze della Campbell è Marie Laveau, presente in tre avventure di Zagor: Vendetta vudu, La regina della città morta e Le donne guerriere.